# Саришево (Альшеєвський район)
Сари́шево (рос. Сарышево, башк. Һарыш) — присілок у складі Альшеєвського району Башкортостану, Росія. Входить до складу Чебенлинської сільської ради.
Населення — 180 осіб (2010; 206 в 2002).
Національний склад:
- башкири — 98 %